# 攀龙附凤牌坊
攀龙附凤牌坊，位于中华人民共和国浙江省台州市仙居县福应街道，是一处文物保护单位。
2017年1月19日，攀龙附凤牌坊被列入第七批浙江省文物保护单位，该文物保护单位是一座古建筑。2019年10月7日以“林应麒功德牌坊”之名入选第八批全国重点文物保护单位。